# Thurzó Ferenc (püspök)
Thurzó Ferenc (1510/1520 között – Árva vára, 1576. március 17.) nyitrai püspök, majd kamarai elnök, árvai örökös főispán. A Thurzó család továbbvivője és megerősítője. A biccsei várkastély építtetője.

## Élete

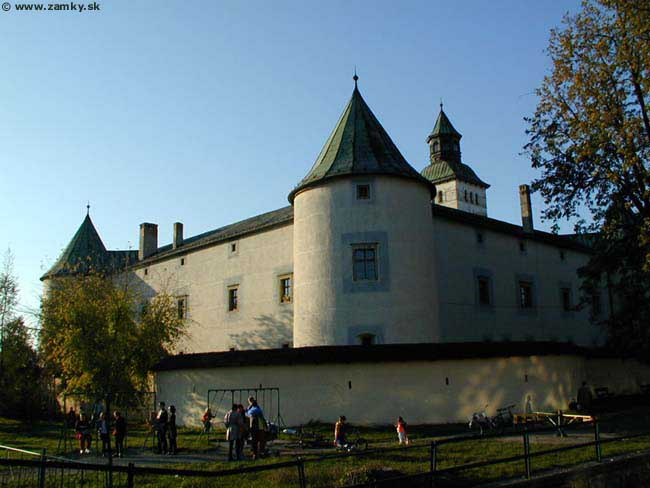
A biccsei várkastély

Thurzó János testvérének Teofilnak unokája, a fiatalon elhunyt Jánosnak fia. Testvére Thurzó György, Thurzó Szaniszló olmützi püspök gyámsága alá, míg ő Thurzó Elek országbíróhoz és királyi helytartóhoz került. Thurzó Elek (János fia) vagyonszerzési politikájának köszönhetően 1526 végén a Paksy Balázs halálával megüresedett győri püspök stallumát és Győr vármegye ispáni tisztét Mária királyné neki adományozta. Ezen javadalmakat azonban Hans Hoffmann főkincstartó szerezte meg zálogba. Eleknek volt köszönhető Thurzó Ferenc humanista taníttatása is Itáliában, valószínűleg Padovában.
1534-ben novemberében névleg megkapta a nyitrai püspökséget. Török Bálinttal, akinek ekkor Nyitra a kezén volt, a várat és az uradalmat Thurzó Elek Pápára cserélte. 1543-ban Elek elhunytával, érvényt akart szerezni az ő végrendeletének, mely szerint a nyitrai püspökséget ő örökli, amennyiben felvállalja, hogy nem támaszt más követelést a többi örökössel szemben. Ezen tervében támogatta Várday Pál esztergomi érsek, és rokona Thurzó Bernát étekfogó, majd pohárnok támogatására is számíthatott. A felvállalás, a birtokbavétel és a hivatalbalépés 1544 első felében történt meg.
1553-ban megkapta a szkalkai apátság javadalmait is. 1556-ra világossá vált, hogy az örökösödés veszélybe került. Ekkor királyi engedélyt kapott Árva várának és uradalmának kiváltására. Ezután lemondott a katolikus egyházi méltóságról, áttért az evangélikus hitre és Kosztka Borbálával (Miklós lánya) megházasodott. Ez a házasság azonban gyermektelen maradt. 1559-ben a Podmaniczky család egyik ágának magvaszakadtával megszerezték zálogba a birtokaikat (Hricsó, Biccse). Ezen birtokok 1574-ben örökös adománnyá változtak. 1560-ban életére szólóan elnyerte a Cseh-uradalombeli Nagygutor falut is.
1562-ben első felesége halála után elvette Zrínyi Miklós, Szigetvár kapitányának 14 éves lányát, Katalint, akitől öt gyermeke született.
1569-ben elfogadta a magyar királyi udvarmester névleges címét. 1572-ben támogatta Czobor Imrét a nádor helytartóság elnyerésében.
A biccsei templomban helyezték örök nyugalomra.